# Callaway (Minnesota)
Callaway è un comune degli Stati Uniti d'America, situato nello Stato del Minnesota, nella Contea di Becker.